# 蓝澄
蓝澄（1922年5月15日—），男，山东黄县人，中国剧作家，曾任中国戏剧家协会常务理事，中国戏剧家协会山东分会副主席。